# Dyschirus marinus
Dyschirus marinus är en skalbaggsart som beskrevs av Leconte 1851. Dyschirus marinus ingår i släktet Dyschirus och familjen jordlöpare. Inga underarter finns listade i Catalogue of Life.